# Вільховецька сільська рада (Борщівський район)
Вільхове́цька сільська́ ра́да — адміністративно-територіальна одиниця та орган місцевого самоврядування в Борщівському районі Тернопільської області. Адміністративний центр — село Вільховець.

## Загальні відомості
Вільховецька сільська рада утворена 16 грудня 1985 року.
- Територія ради: 5,486 км²
- Населення ради: 1 663 особи (станом на 2001 рік)
- Територією ради протікає річка Дністер

## Населені пункти
Сільській раді були підпорядковані населені пункти:
- с. Вільховець

## Населення
За переписом населення України 2001 року в селі мешкало 1650 осіб.

### Мова
Розподіл населення за рідною мовою за даними перепису 2001 року:
| Мова       | Відсоток |
| ---------- | -------- |
| українська | 99,70 %  |
| російська  | 0,30 %   |

## Склад ради
Рада складалася з 16 депутатів та голови.
- Голова ради:

### Керівний склад попередніх скликань
| Прізвище, ім'я, по батькові | Основні відомості                                    | Дата обрання | Дата звільнення |
| --------------------------- | ---------------------------------------------------- | ------------ | --------------- |
| Куропатова Петро Петрович   | Сільський голова, 1959 року народження, безпартійний | 26.03.2006   | 31.10.2010      |

Примітка: таблиця складена за даними сайту Верховної Ради України

### Депутати
За результатами місцевих виборів 2010 року депутатами ради стали:

#### За суб'єктами висування
| Суб'єкт висування | Кількість обраних депутатів | %   |
| ----------------- | --------------------------- | --- |
| Самовисування     | 16                          | 100 |

#### За округами
| № округу | Прізвище, ім'я, по батькові    | Дата визнання обраним | Освіта             | Партійна приналежність | Відомості про обраного депутата   |
| -------- | ------------------------------ | --------------------- | ------------------ | ---------------------- | --------------------------------- |
| 1        | Підгірняк Іван Васильович      | 01.11.2010            | середня спеціальна | позапартійний          | тимчасово не працює               |
| 2        | Шершун Василь Петрович         | 01.11.2010            | середня            | позапартійний          | тимчасово не працює               |
| 3        | Дячок Володимир Петрович       | 01.11.2010            | середня            | позапартійний          | тимчасово не працює               |
| 4        | Адамович Василь Васильович     | 01.11.2010            | середня            | позапартійний          | тимчасово не працює               |
| 5        | Баранюк Оксана Юріївна         | 01.11.2010            | вища               | позапартійна           | тимчасово не працює               |
| 6        | Даців Іван Дмитрович           | 01.11.2010            | середня            | позапартійний          | фермер, голова ферм. господарства |
| 7        | Фалінський Сергій Васильович   | 01.11.2010            | середня            | позапартійний          | підприємець                       |
| 8        | Григорик Ореста Василівна      | 01.11.2010            | середня спеціальна | позапартійна           | Бібліо-тека, біблі-отекар         |
| 9        | Львівський Сергій Михайлович   | 01.11.2010            | середня            | позапартійний          | тимчасово не працює               |
| 10       | Томин Іван Васильович          | 01.11.2010            | середня спеціальна | позапартійний          | будинок культури, директор        |
| 11       | Гнатюк Ірина Михайлівна        | 01.11.2010            | вища               | позапартійна           | дитячий садок, завідувачка        |
| 12       | Чемерейко Світлана Василівна   | 01.11.2010            | середня спеціальна | позапартійна           | сільська рада, секре-тар          |
| 13       | Кисілюк Ярослава Іванівна      | 01.11.2010            | вища               | позапартійна           | школа, вчитель                    |
| 14       | Адамович Володимир Васильович  | 01.11.2010            | середня            | позапартійний          | тимчасово не працює               |
| 15       | Бойчук Роман Степанович        | 01.11.2010            | вища               | позапартійний          | пенсіонер                         |
| 16       | Долінський Василь Анатолійович | 01.11.2010            | середня            | позапартійний          | тимчасово не працює               |